# Goslar
Goslar é uma cidade da Alemanha localizada no distrito de Goslar, estado de Baixa Saxônia.
Em 2013, 68 anos depois do fim da II Guerra Mundial, a cidade de Goslar decidiu retirar o título de cidadão honorário que tinha atribuído a Adolf Hitler.

## Património
- Palácio Imperial, românico
- Câmara Municipal gótico
- Igreja dos santos Cosme e Damién na Marktplatz
- Várias igrejas românicas e barrocas
- Casas unidas e patrícias da época renascentista
- Minas de prata de Rammelsberg (Património Mundial em 1992)